# Bokros Péter
Bokros Péter (Szolnok, 1957. március 24. – 2017. december 16.) magyar grafikusművész, az Inconnu Csoport tagja.

## Életrajz
A Tiszaparti Gimnázium és Humán Szakközépiskolában tanult. 
1978 és 1988 között az Inconnu Csoport tagja volt, és grafikusi munkája mellett performanszokat szervezett a Kádár-rendszer ellen. 1980 januárjában, a Fiatal Képzőművészek Klubjában tartott kiállításuk alatt valaki feljelentette a művészeket, ezért Szolnokon tiltólistára kerültek, ennek nyomán Bokros Budapestre költözött. 
A 80-as évek vége felé Bokros és a csoport tagjai rendszeresen szerveztek  antikommunista kiállításokat. Később számítógépes grafikusként is tevékenykedett. 
A rendszerváltás után szegénységben élt Nagykörűn. 2017-ben hunyt el. 

## Munkássága

### Egyéni kiállítások
- 1984 • Akciófestészeti kiállítás, Kapitány Stúdió
- 1995 • Művészetek Háza, Veszprém • Szigliget Galéria
- 1998 • Belvárosi Általános Iskola, Szolnok
- 1999 • Zichy Kastély • Somogyi József Galéria, Pápa.

### Válogatott csoportos kiállítások
- 1978 • Cegléd • Tanárképző Főiskola, Jászberény
- 1979 • Alkotótábor, Berekfürdő
- 1980 • Kunszentmárton
- 1982 • Stamp art, Fiatal Művészek Klubja, Budapest
- 1984 • Xertox csoport, Bercsényi Kollégium • Smile, Bercsényi Kollégium • Retrospekt, Artéria Galéria, Budapest
- 1985 • Temetés, Artéria Galéria, Budapest • A zsargon, Artéria Galéria, Budapest • Hiperteorizmus, ~ kiállítása, Artéria Galéria, Budapest
- 1986 • The Fighting City
- 1987 • Montázs és plakátkiállítás
- 1991 • Anatómia, Szolnok Megyei Művelődési Központ, Szolnok • Festival International D’Art de Groupe, Abbatoirs, Marseilles (kat.)
- 1998 • Mail art a kelet-európai nemzetközi hálózatban, Műcsarnok, Budapest • Mail Art, Újpest Galéria, Budapest